# Фани Каплан
Фани Јефимовна Каплан (рус. Фа́нни Ефи́мовна Капла́н; право име Фейга Хаимовна Ройтблат; 10. фебруара 1890 - 3. септембра 1918) била је чланица Социјалистичке револуционарне партије која је пуцала на Владимира Лењина.
Као члан Социјалиста револуционара (СР), Капланова је Лењина доживљавала као "издајника револуције", када су бољшевици забранили њену странку. Дана 30. августа 1918. године пришла је Лењину док је излазио из московске фабрике и испалила три хица, тешко га ранивши. Испитивана од стране Чеке, одбила је именовати иједног саучесника и погубљена је 3. септембра. Покушај Капланове и убиство Мојсеја Урицког изазвали су совјетску владу да поново успостави смртну казну, након њеног укидања 28. октобра 1917.

## Цитати
```
Зовем се Фања Каплан. Данас сам пуцала на Лењина. Урадила сам то сама. Нећу вам рећи од кога сам добила револвер. Нећу вам рећи никакве детаље. Одлучила сам да убијем Лењина одавно. Сматрам га издајником Револуције. Била сам протерана у Акатуј због учествовања у покушају убиства царског званичника у 
Кијеву
. Провела сам 11 година на принудном раду. После Револуције
[
а
]
 сам ослобођена. Подржавала сам Уставотворну скупштину и још сам за њу.
[
2
]
[
б
]
```